# Fleischerobryum longicolle
Fleischerobryum longicolle là một loài rêu trong họ Bartramiaceae. Loài này được Hampe Loeske mô tả khoa học đầu tiên năm 1910.